# آنتون کوروشچ
آنتون کوروشچ (تلفظ اسلونیایی: [anˈtó:ŋ kɔˈɾó:ʃəts]، Serbo-Croatian:&nbsp; [ǎnto:ŋ korǒʃets]؛ ۱۲ مه ۱۸۷۲ – ۱۴ دسامبر ۱۹۴۰) سیاست‌مدار اهل اسلوونی بود. وی از ۲۸ ژوئیه ۱۹۲۸ تا ۷ ژانویه ۱۹۲۹ نخست‌وزیر یوگسلاوی بود.
آنتون کوروشچ در ۱۴ دسامبر ۱۹۴۰، در سن ۶۸ سالگی درگذشت.